# Hermeuptychia hermes
Hermeuptychia hermes är en fjärilsart som beskrevs av Fabricius 1775. Hermeuptychia hermes ingår i släktet Hermeuptychia och familjen praktfjärilar. Inga underarter finns listade i Catalogue of Life.

## Bildgalleri

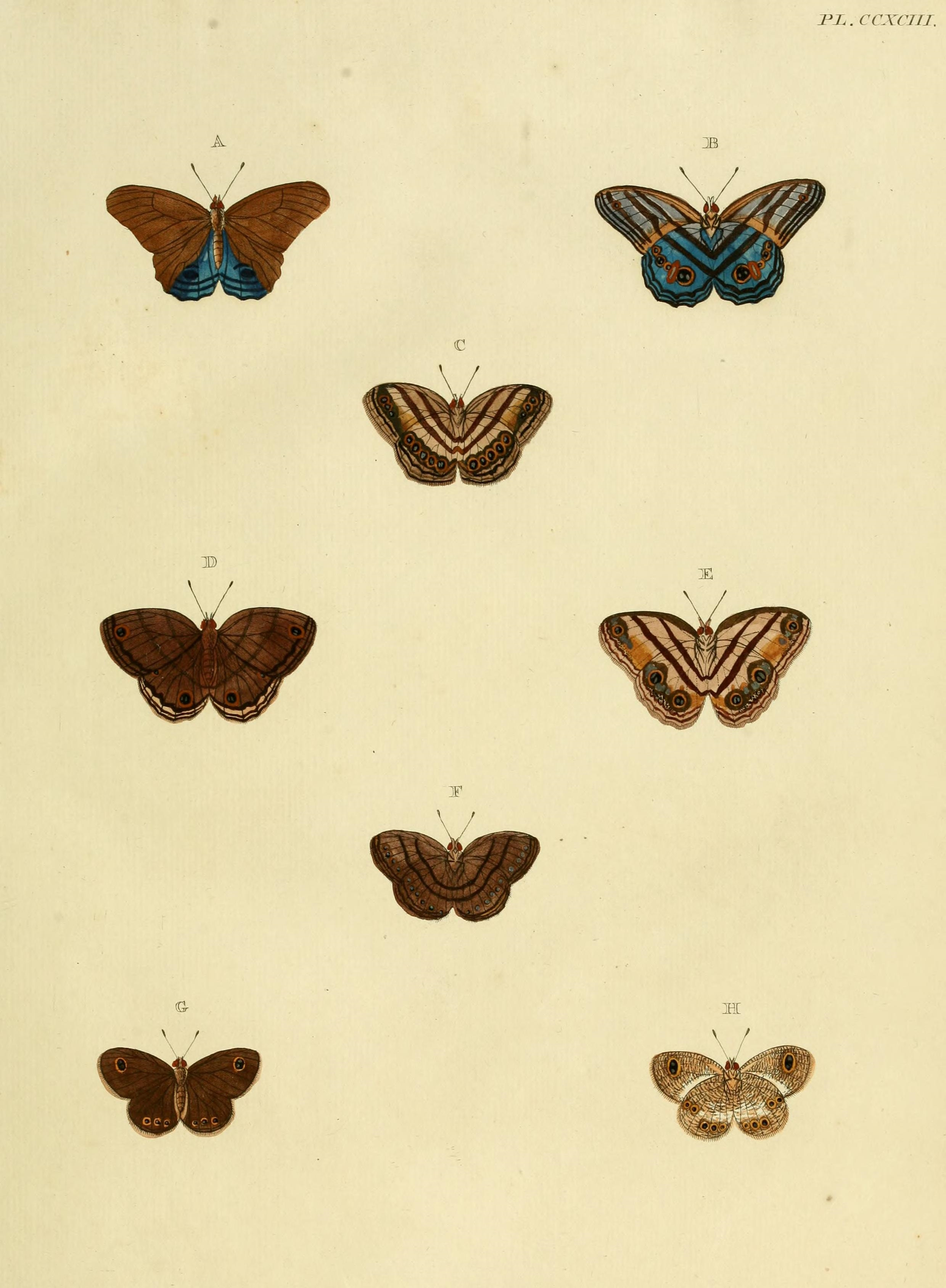
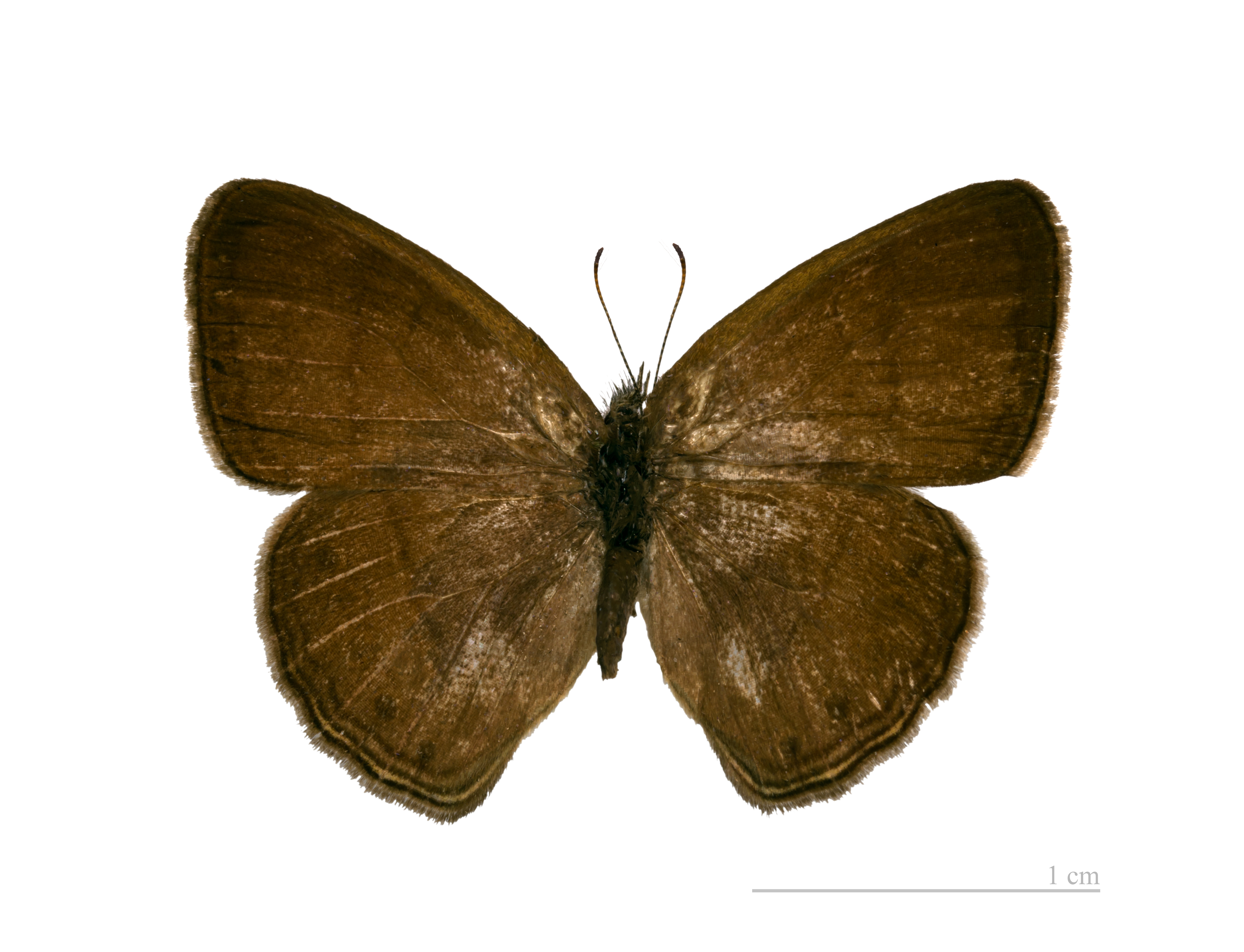
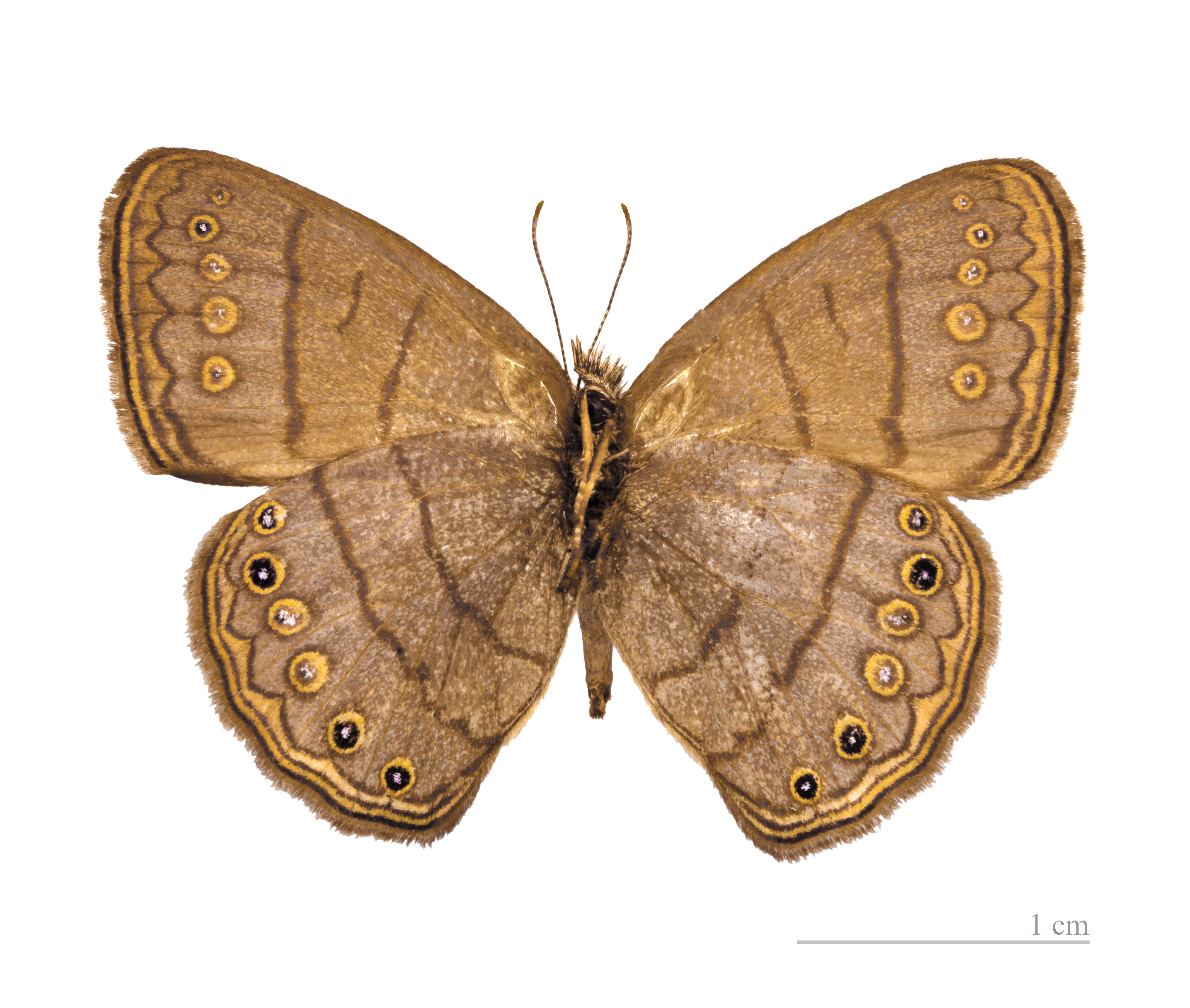
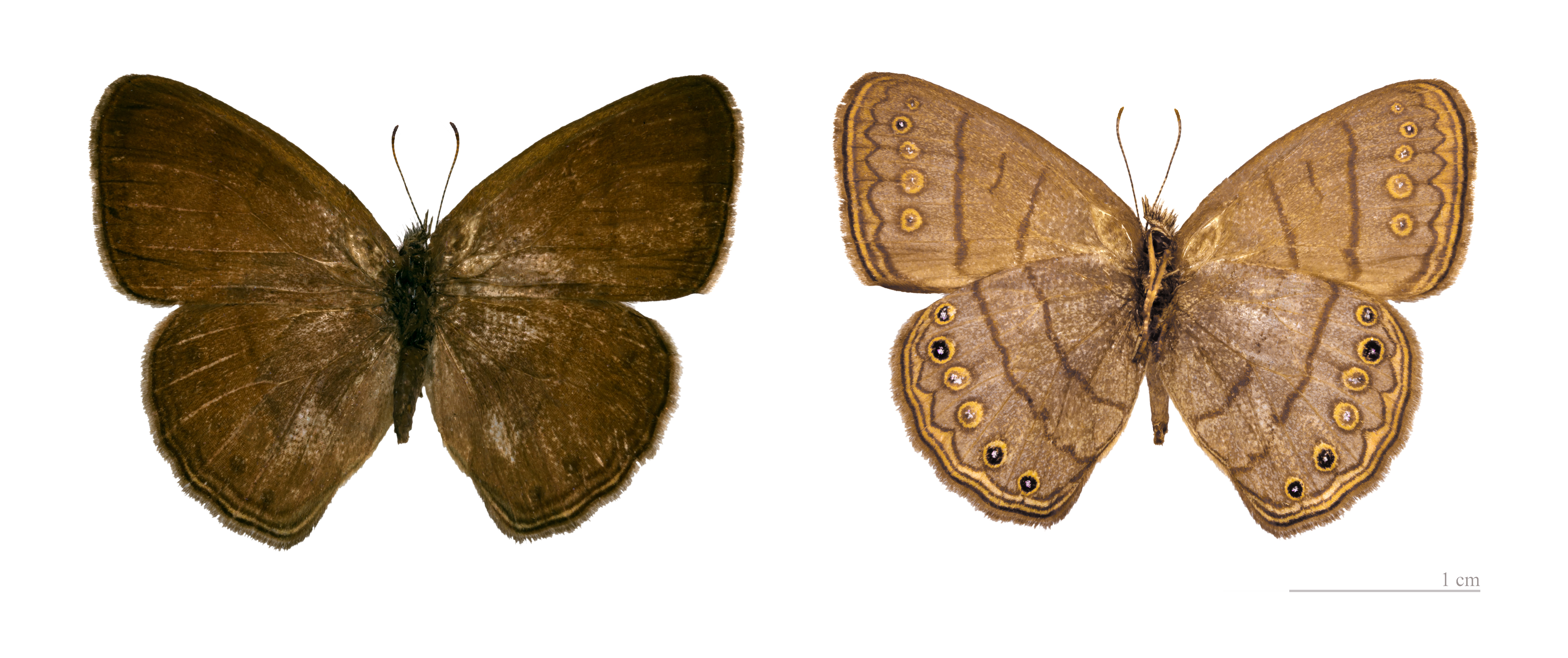
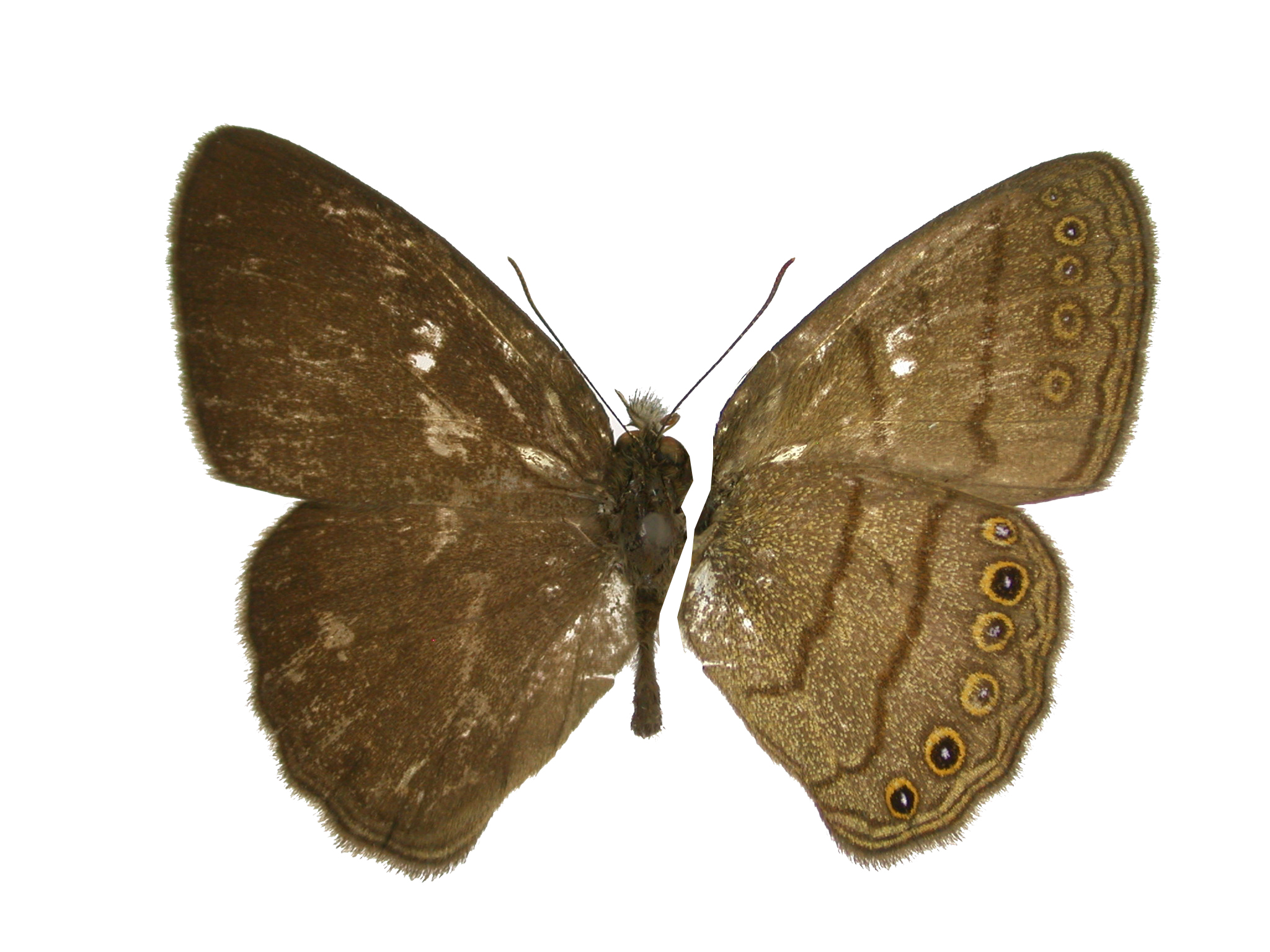